# 茶志内パーキングエリア
茶志内パーキングエリア（ちゃしないパーキングエリア）は、北海道美唄市茶志内町にある道央自動車道のパーキングエリアである。
エリア敷地内に設置され、北海道中央バスなどが停車する茶志内バスストップについても扱う。

## 施設

### 上り線（札幌方面）
- 管理：東日本高速道路株式会社
- 駐車場[1]
  - 大型：11台
  - 小型：29台
  - 身障者用
    - 小型：1台
- トイレ[1]
  - 男性：大2（和式1・洋式1）・小5
  - 女性：5　（和式1・洋式4）
  - 身障者用（オストメイト対応）[2]
    - 共用：1
- 自動販売機（24時間）[1]

### 下り線（旭川方面）
- 管理：東日本高速道路株式会社
- 駐車場[3]
  - 大型：11台
  - 小型：29台
  - 身障者用
    - 小型：1台
- トイレ[3]
  - 男性：大2（和式1・洋式1）・小5
  - 女性：5　（和式1・洋式4）
  - 身障者用（オストメイト対応）[2]
    - 共用：1
- 自動販売機（24時間）[3]

## 茶志内バスストップ
停留所名は「高速茶志内」。
2022年（令和4年）4月1日現在。
すべて北海道中央バスによる運行で、共同運行路線は個別に事業者を示す。通行止め等で一般道へ迂回する場合は国道12号の「茶志内」停留所に代替停車する。

### 下り線（滝川・旭川方面）
- 高速たきかわ号 滝川市方面
- 高速るもい号 留萌市方面
  - 以上の路線詳細は北海道中央バス滝川営業所を参照。
- 高速あさひかわ号 旭川市方面（道北バス、ジェイ・アール北海道バス）
  - 路線詳細は北海道中央バス旭川営業所または共同運行会社記事を参照。
- 高速ふらの号 富良野市方面
- 高速なよろ号 名寄市方面（道北バス）
  - 以上の路線詳細は北海道中央バス札幌北営業所または共同運行会社記事を参照。

### 上り線（札幌方面）
- 下り線に停車する各路線 札幌市方面（一部は降車専用）

## 周辺
- 日東簡易郵便局 - 北に約1km
- 中央化学北海道工場 - 北に約1km
- 茶志内駅 - 南西に約2.5km

## 隣
E5 道央自動車道
(38) 美唄IC - 茶志内PA - (39) 奈井江砂川IC